# Чаргхат (подокруг)
Чаргхат (бенг. চারঘাট, англ. Charghat) — подокруг на северо-западе Бангладеш. Входит в состав округа Раджшахи. Административный центр — город Чаргхат. Площадь подокруга — 158,32 км². По данным переписи 1991 года численность населения подокруга составляла 133 756 человек. Плотность населения равнялась 996 чел. на 1 км². Уровень грамотности населения составлял 26,6 %. Религиозный состав: мусульмане — 93,75 %, индуисты — 6,09 %, прочие — 0,16 %.